# Tadeusz Siwek
Tadeusz Siwek (ur. 9 października 1935 w Chorzowie, zm. 18 maja 1997 w Katowicach) – polski siatkarz, trener, olimpijczyk z Meksyku 1968, brązowy medalista mistrzostw Europy.

## Życiorys
W latach 1952–1964 zawodnik Górnika Katowice, w latach 1964–1968 GKS-u Katowice. Z Górnikiem zdobył dwukrotnie wicemistrzostwo Polski (1960, 1961) oraz trzykrotnie brązowy medal mistrzostw Polski 1959, 1963, 1964).
W reprezentacji Polski w latach 1958–1968 rozegrał 243 spotkania
Członek polskiej drużyny narodowej, która zdobyła brązowy medal mistrzostw Europy w 1967 roku. Uczestnik mistrzostw Europy w roku 1958. podczas których Polska reprezentacja zajęła 6. miejsce oraz mistrzostw Europy w roku 1963, podczas których Polska reprezentacja zajęła 6. miejsce.
Uczestnik mistrzostw świata w roku 1960, podczas których Polska zajęła 4. miejsce oraz mistrzostw świata w 1962 roku, podczas których reprezentacja Polski zajęła 6. miejsce oraz mistrzostw świata w 1966 roku, podczas których reprezentacja Polski zajęła 6. miejsce.
Dwukrotny uczestnik Pucharu Świata w roku 1959 - Polska zajęła 5. miejsce i w 1965 – Polska zajęła 2. miejsce.
Na igrzyskach w roku 1968 był członkiem drużyny, która zajęła 5. miejsce.
Po zakończeniu kariery był trenerem w śląskich klubach.